# فيزر (نهر)
نهر فيزر (بالألمانية: Wesser) هو نهر في شمال غربي ألمانيا. يلتقي رافدي نهري فولدا وفيرا في موندن بسكسونيا السفلى ليكونان بذلك نهر فيزر.
يتدفق عبر سكسونيا السفلى، ثم يصل إلى مدينة بريمن الهانزية (انظر: الرابطة الهانزية)، قبل إفراغ 50 كيلومترًا (31 ميل) شمالًا في بريمرهافن متجها إلى بحر الشمال. على الجهة المقابلة (غربًا) توجد بلدة نوردنهام عند سفح شبه جزيرة بوتجادجين. . يبلغ طول فيزر 452 كم (281 ميل).

## معرض صور

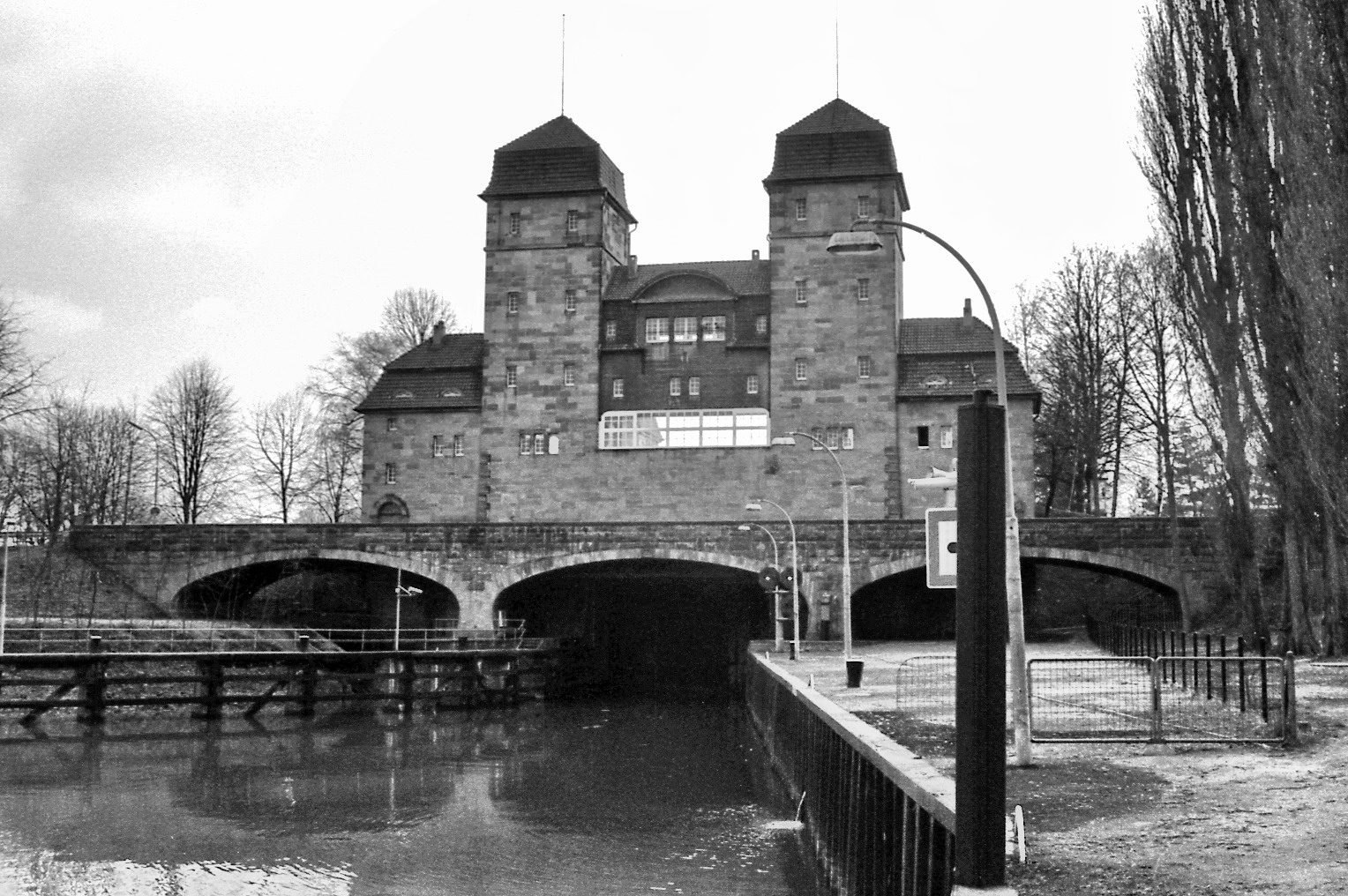
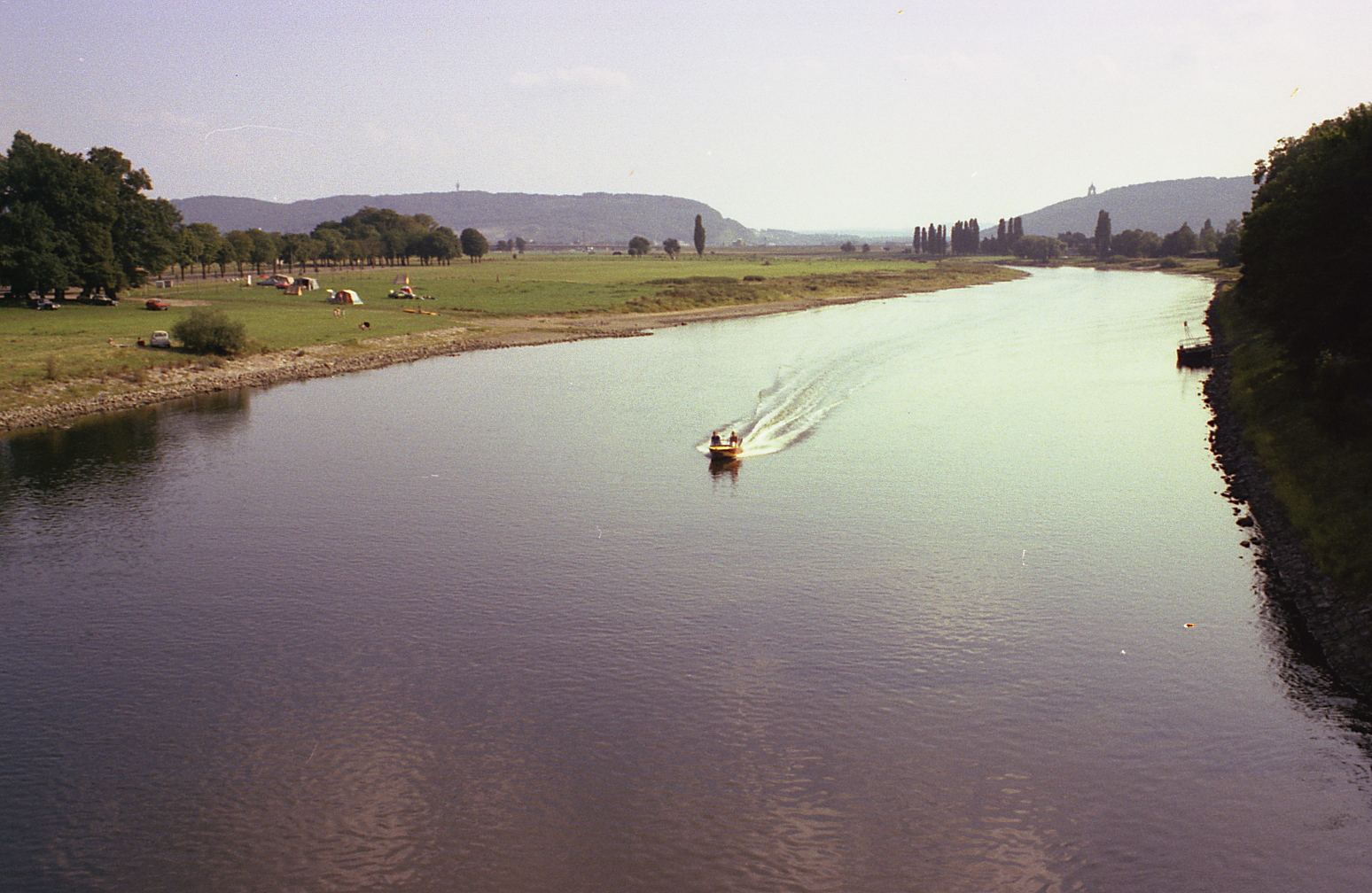
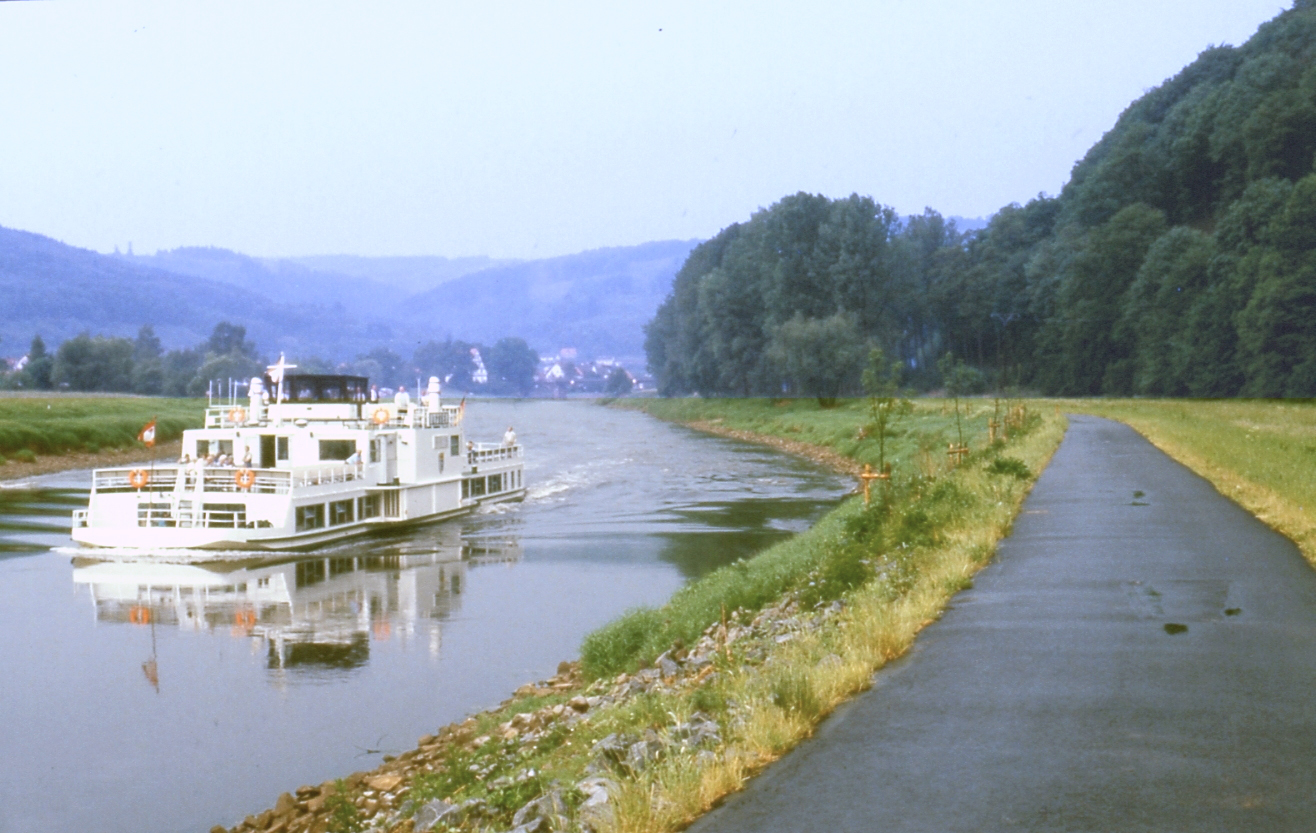
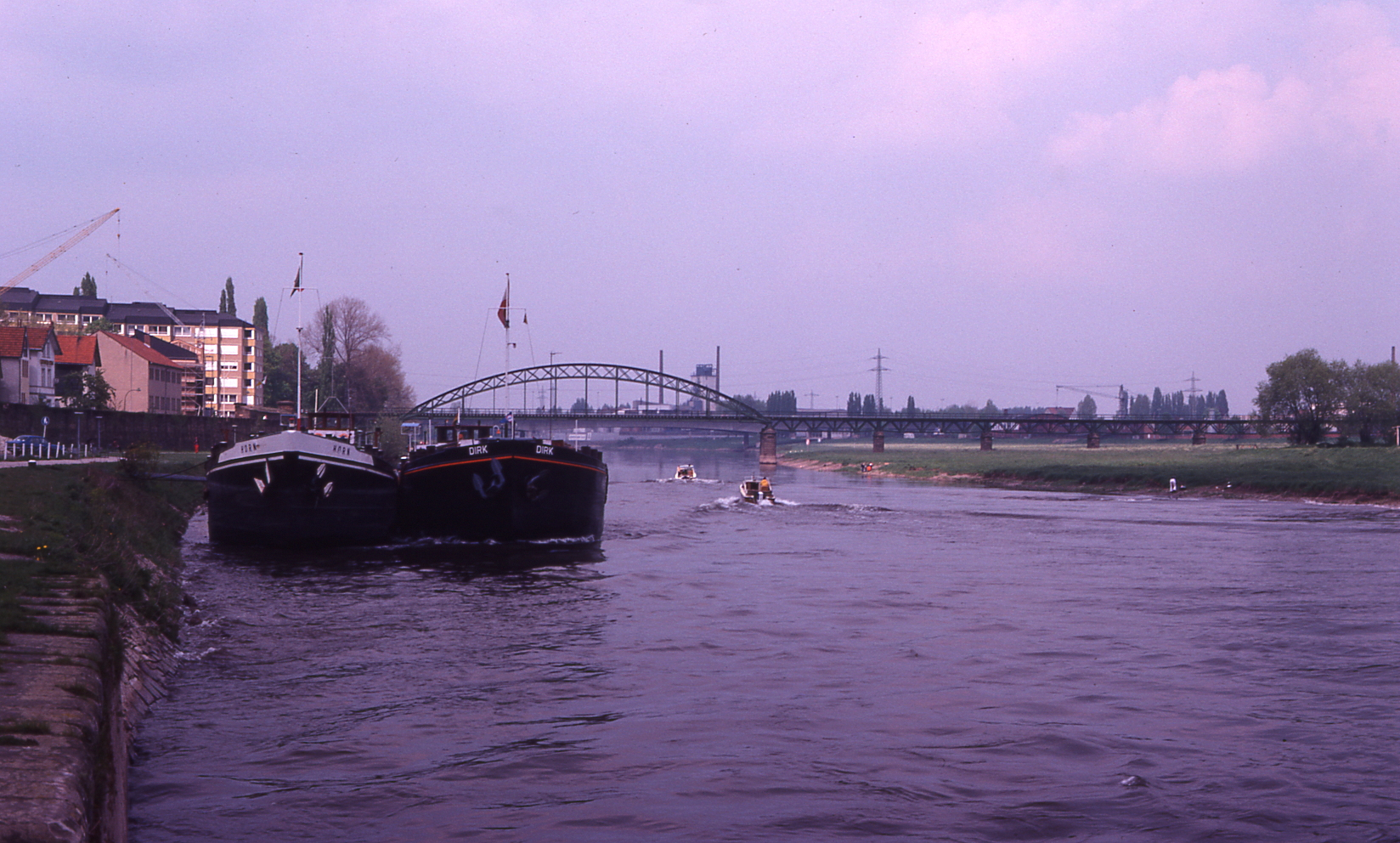

## أعلام
- أرمينيوس